# Кристоф фон Брауншвайг-Волфенбютел
Кристоф фон Брауншвайг-Волфенбютел (на немски: Christoph von Braunschweig-Wolfenbüttel „der Verschwender“; * 1487; † 22 януари 1558, Тангермюнде) е принц от род Велфи (Среден Дом Брауншвайг), от 11 юли 1502 г. епископ на Ферден и от 1511 г. архиепископ на Бремен.

## Произход
Той е първият син на Хайнрих I (1463 – 1514), херцог на Херцогство Брауншвайг-Люнебург и княз на Брауншвайг-Волфенбютел, и съпругата му Катарина от Померания († 1526), дъщеря на херцог Ерих II от Померания. Брат е на Хайнрих II (1489 – 1568), нар. Младия, Франц I (1492 – 1529), епископ на Минден, Георг (1494 – 1566), архиепископ на Бремен, епископ на Ферден.